# دانشنامه بین‌المللی علوم اجتماعی و رفتاری
دانشنامه بین‌المللی علوم اجتماعی و رفتاری (به انگلیسی: International Encyclopedia of the Social & Behavioral Sciences)، مجموعه ۲۶ کتاب را شامل می‌شود. تدوین کنندگان این دانشنامه نیل اسملسر و پاول بالت هستند. این کتاب توسط انتشارات الزویر در سال ۲۰۰۱ منتشر شد. ویراستار چاپ دوم که در سال ۲۰۱۵ منتشر شد، جیمز رایت می‌باشد. دسترسی به این دانشنامه به صورت برخط هم میسر است.
دانشنامه دارای ۴۰۰۰ مقاله امضا شده‌است که توسط ۵۰ ویراستار موضوعی سفارش داده شده بود. دانشنامه شامل ۱۵۰ زندگی‌نامه، ۱۲۲۴۰۰ مدخل و نیز دارای فهرست مفصلی است.

## طبقه‌بندی موضوعی کتاب
موضوع‌های جامع:نهاد اجتماعی، زیرساخت، تاریخ علوم اجتماعی و رفتاری، کردارشناسی تحقیق و کاربردها، زندگی‌نامه‌ها، مفاهیم جامع و انتشارات.
روش‌شناسی: آمار، ریاضیات، علوم رایانه، منطقِ جُستار و طراحیِ تحقیق.
ترتیب موضوعی: انسان‌شناسی، جمعیت‌شناسی، علم اقتصاد، آموزش و پرورش، تاریخ، زبان‌شناسی، فلسفه، علوم سیاسی، روان‌شناسی بالینی، روان‌شناسی کاربردی، روان‌شناسی شناختی، علوم شناختی، روان‌شناسی رشد، روان‌شناسی اجتماعی، روان‌شناسی شخصیت، روان‌شناسی انگیزشی و جامعه‌شناسی است.
حوزه‌های مشترک:علوم مربوط به فرگشت، ژنتیک، رفتار و جامعه، علوم اعصاب رفتاری و علوم اعصاب شناختی، روان‌پزشکی، سلامت، مطالعات جنسیت، دین‌شناسی، حالت‌های بیانی، علم محیط زیست، بوم‌شناسی، مطالعات علم و فناوری، مطالعات منطقه‌ای و مطالعات بین‌المللی.
کاربردها:مطالعات سازمانی، مطالعات مدیریتی، مطالعات رسانه‌ای، مطالعات شهری، برنامه‌ریزی شهری، سیاست‌گذاری عمومی و نگرانی‌های فرهنگی مدرن.